# Appias albina
Appias albina là một loài bướm trong họ Pieridae được tìm thấy ở Nam Á, Đông Nam Á và Úc.

## Mô tả
Loài bướm này rất giống với Appias paulina nhưng con đực có thể phân biệt được bằng cánh trước nhọn hơn và con cái bằng dải đen xiên hẹp hơn ở mặt dưới của cánh trước. Những điểm khác biệt khác được trình bày dưới đây.

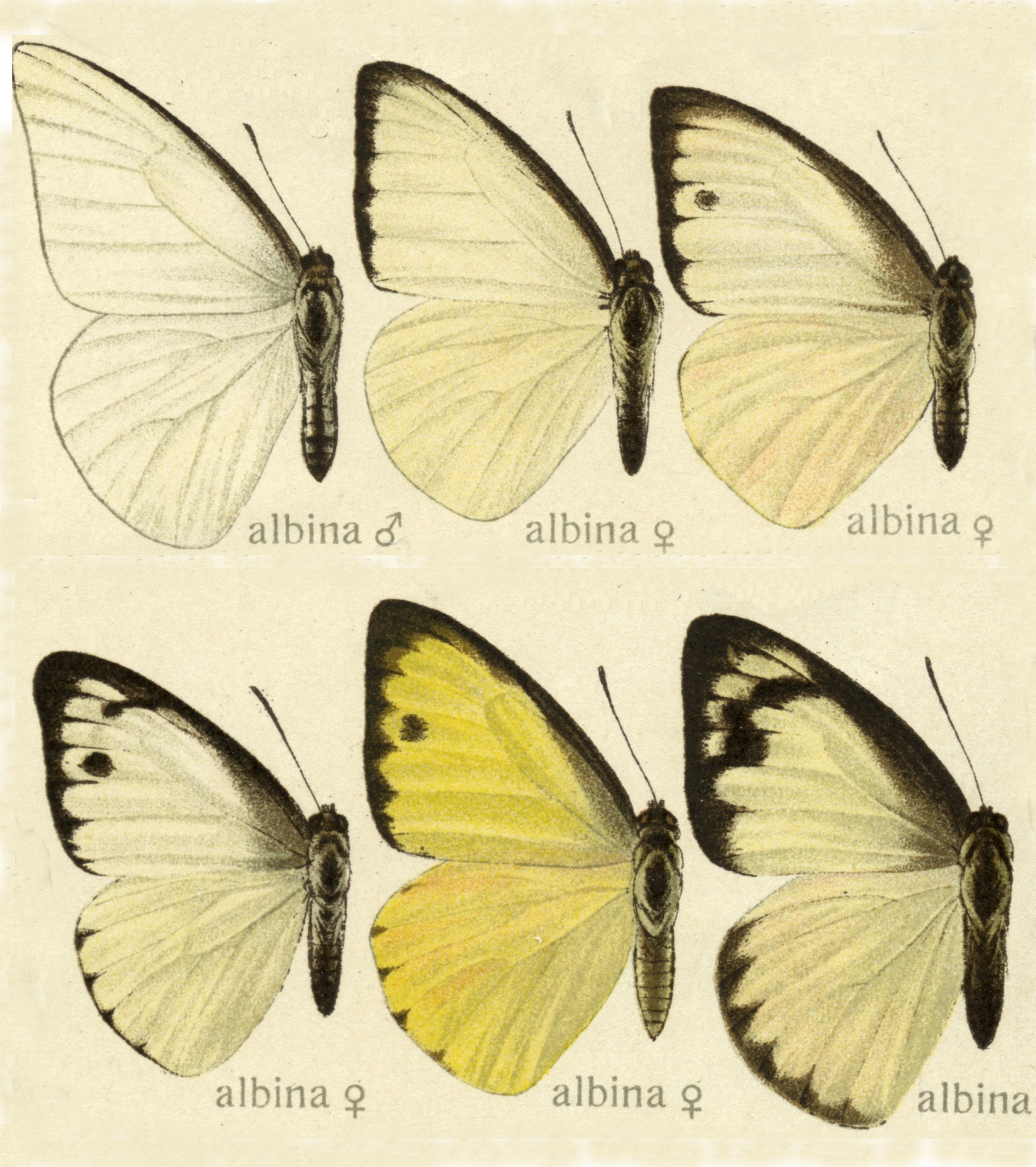

## Các dạng hình thái

### Mùa mưa
Con đực có cánh trước phía trên được phủ (rải) vảy đen ở đỉnh và phía trước dọc theo thân cánh, nhìn chung thưa thớt và hẹp hơn nhiều so với loài A. paulina. Ở mặt dưới, đỉnh cánh trước và toàn bộ bề mặt cánh sau có màu vàng đất nhạt, đôi khi có chút ánh hồng, nhưng không bao giờ có màu vàng nhạt như loài A. paulina.
Giới tính có sự khác biệt; con cái khác nhau như sau:
Dạng 1: Ở mặt trên, phần phía sau của vùng đen trên cánh trước không tròn vào trong mà thẳng và nhìn chung lan tỏa. Mặt dưới rất giống mặt dưới của dạng con cái của A. paulina mùa khô. Tuy nhiên, độ hẹp của dải đen cong xiên khác nhau, mép ngoài của dải đen này có hình dích dắc không đều, và không bao giờ cong đều như ở A. paulina.
Dạng 2: Các đặc điểm giống như dạng 1, nhưng màu nền ở mặt trên hoàn toàn là màu vàng nhạt. Ở mặt dưới, nửa đỉnh của ô cánh và đĩa cánh (giữa cánh) trước cho đến dải đen có màu vàng lưu huỳnh nhạt. Dải đen cong xiên giống như dạng 1 và khoảng cánh 1 có màu trắng. Phần còn lại của cánh trước và toàn bộ bề mặt cánh sau có màu vàng chrome đậm.
Râu, đầu, ngực và bụng khá giống với A. paulina, nhưng râu có màu đen sẫm và lốm đốm trắng nhiều hơn; mặt dưới của ngực ở con đực có màu trắng, không bao giờ có màu vàng.
Sải cánh dài 60–74 mm. Loài chim này được tìm thấy ở Sikkim, ở độ cao lên đến 4.000 feet (1.200 m), Bengal, miền tây và miền nam Ấn Độ. Chúng cũng phân bố rộng rãi đến vùng đông bắc Ấn Độ, Myanmar và bán đảo Mã Lai.

## Cây chủ
Drypetes oblongifolia, Drypetes roxburghii và Drypetes venusta.

## Thư viện ảnh

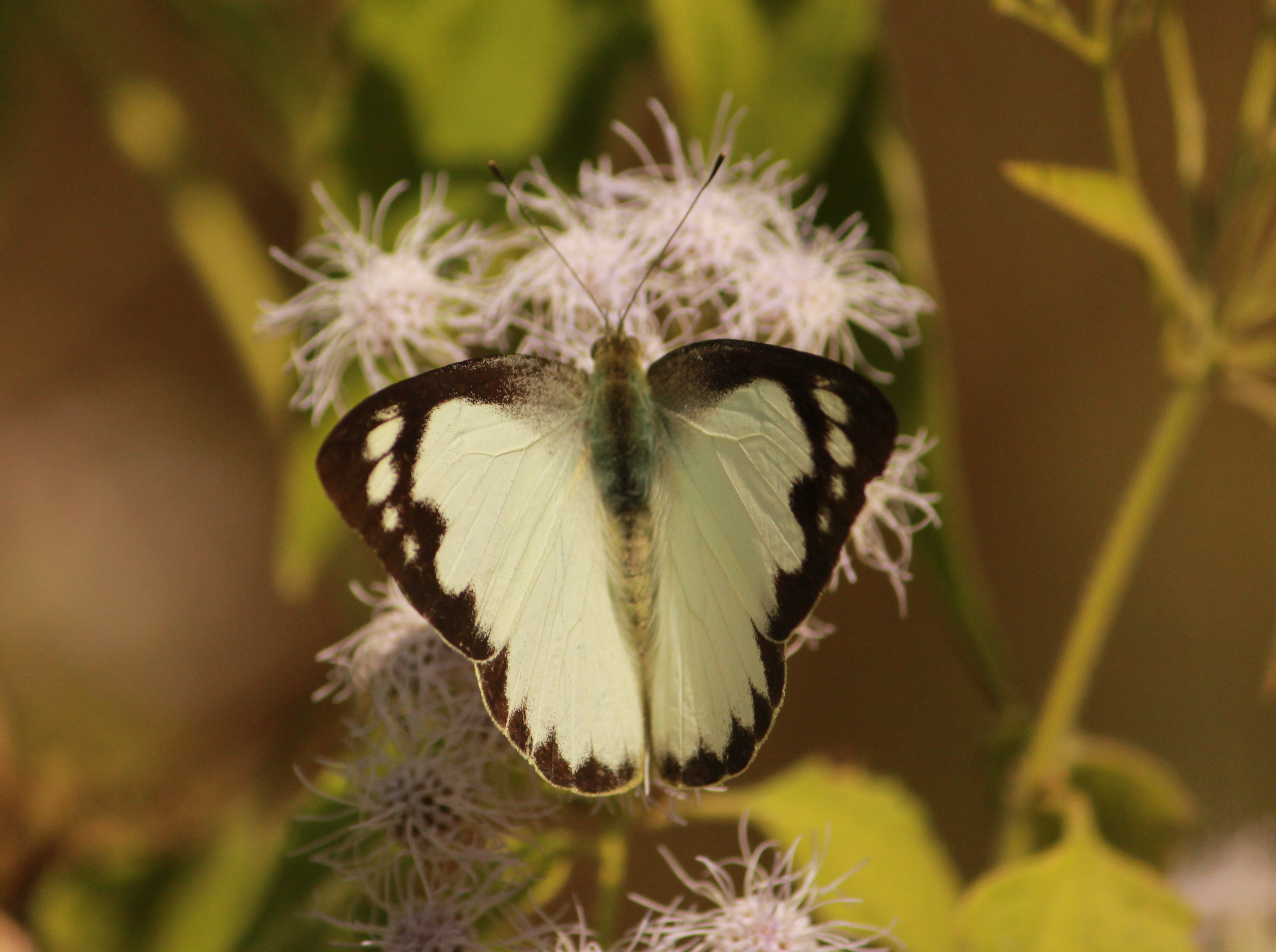
Dạng flava (con cái)
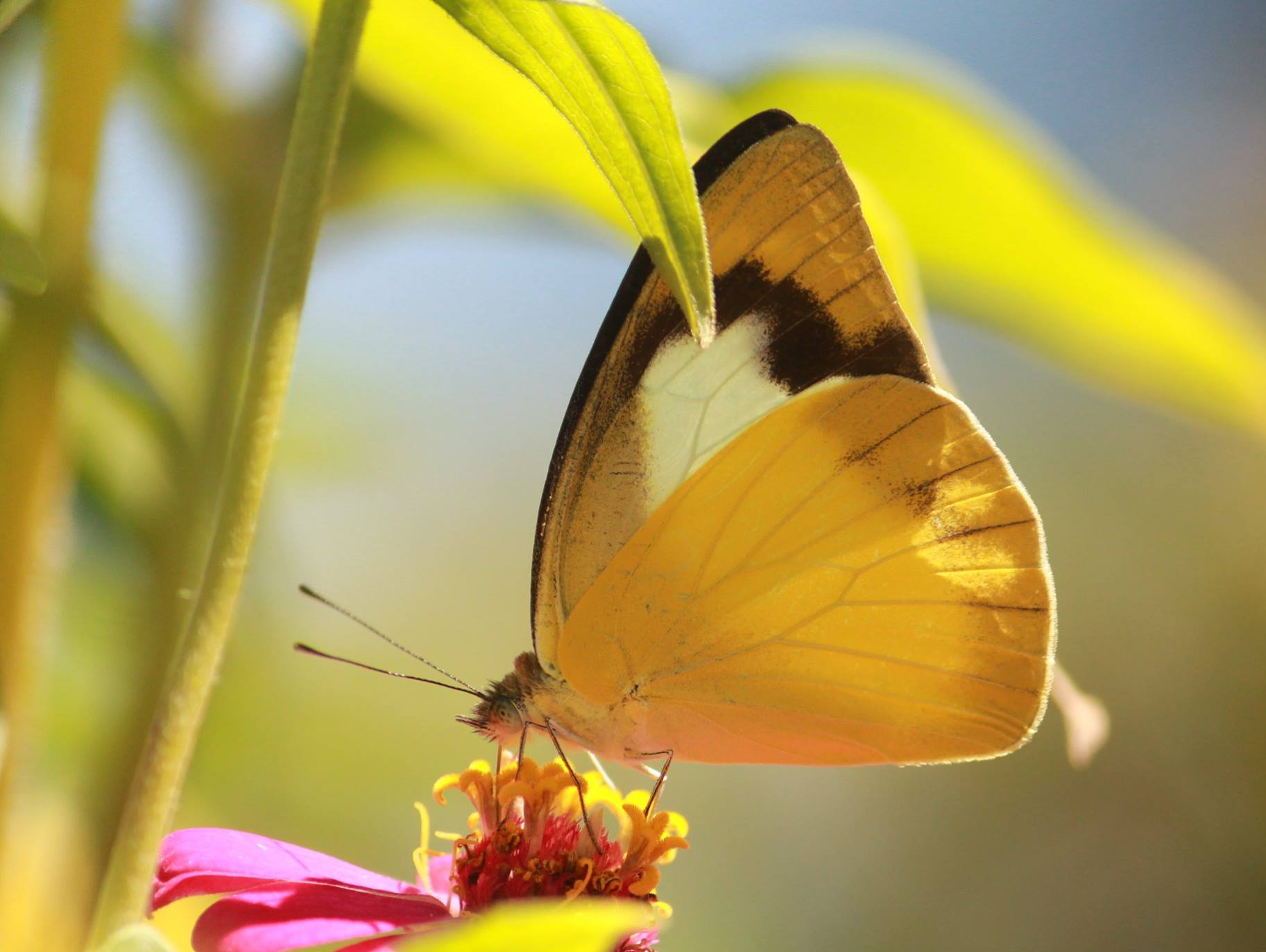
Dạng semiflava (con cái)
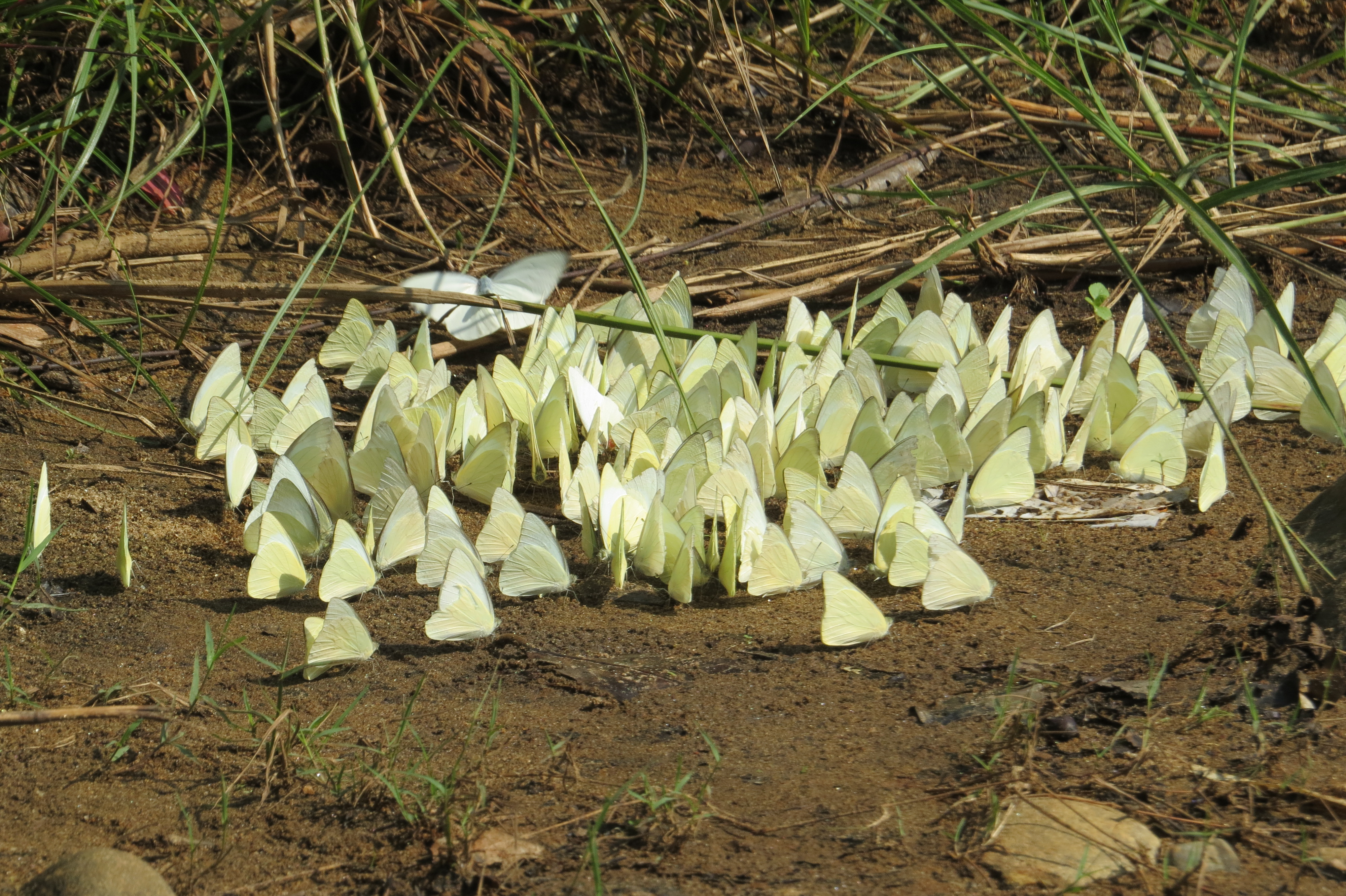
Hút chất khoáng ở Makkootta, Karnataka, India.
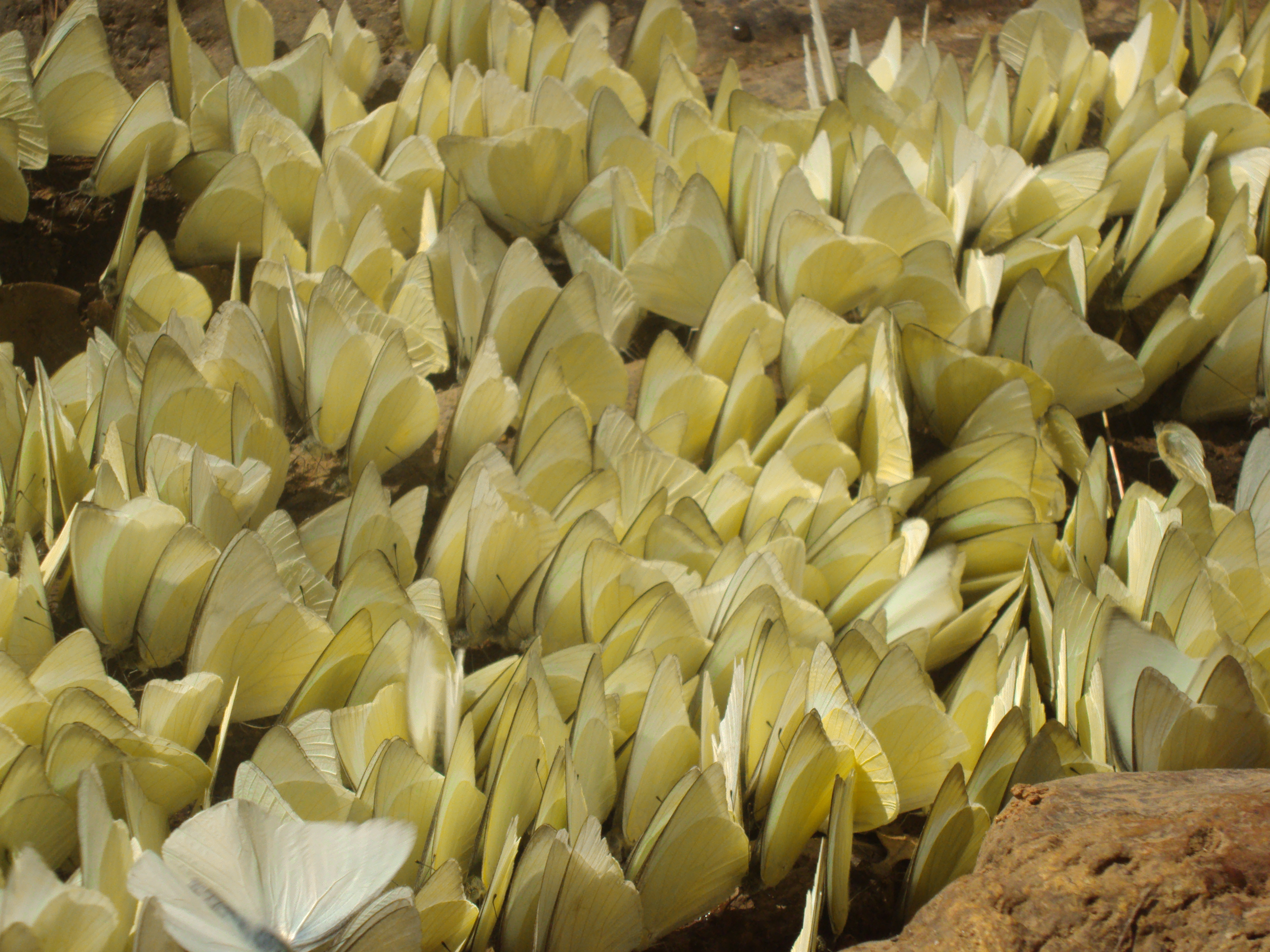
Hút chất khoáng từ lòng suối khô ở Kerala, Ấn Độ.
- Hút chất khoáng ở Sri Lanka